# Maximus von Turin

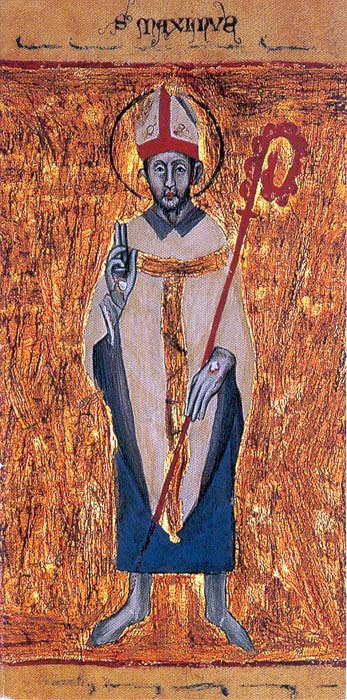
Maximus von Turin, mittelalterliche Buchmalerei

Maximus von Turin (* im 4. Jahrhundert; † um 420) ist der erste in den Bischofslisten von Turin genannte Bischof. Über sein Leben ist nur wenig aus Quellenkombinationen erschließbar. Das unter seinem Namen überlieferte Schriftenkorpus – überwiegend Nachschriften von Predigten – zählt zu den bedeutenden theologiegeschichtlichen Quellen der Alten Kirche. Maximus wird seit ältester Zeit als Heiliger verehrt.

## Leben und Denken
Das wenige über Maximus’ Leben Bekannte stammt aus einigen beiläufigen Bemerkungen in seinen Predigten sowie aus der Notiz über ihn in De Viris Illustribus von Gennadius von Marseille (vor 469).
Maximus stammte nicht aus Turin. Dass er dennoch der – wahrscheinlich – erste Inhaber der jungen Turiner Kathedra wurde, könnte auf eine Missionssituation schließen lassen. Gennadius charakterisiert ihn als bewandert in den heiligen Schriften und fähig, das Volk in spontaner Rede zu lehren. Als Zeit seines Todes gibt er die gemeinsame Regierungszeit der Kaiser Honorius und Theodosius II. an – das sind die Jahre 408 bis 423. Zeitgeschichtliche Ereignisse, auf die Maximus Bezug nimmt, lassen seine Amtszeit etwa auf die ersten beiden Jahrzehnte des 5. Jahrhunderts eingrenzen. Außer einigen Reisen und einer Synodenteilnahme ist nichts Weiteres über sein Leben bekannt. Ein gleichnamiger Turiner Bischof, der 451 und 465 als Unterzeichner von Synodendokumenten erscheint, kann, entgegen verschiedenen Annahmen, nicht mit dem von Gennadius erwähnten Maximus identifiziert werden, sondern dürfte ein Nachfolger sein. Daher wird dieser gelegentlich auch Maximus I. von Turin genannt.
In seinen Predigten erscheint Maximus als ein um das Wohl der gesamten civitas besorgter Bischof der römischen Reichskirche. Dieses Wohl sieht er von außen gefährdet durch Raubzüge der Germanen, von innen durch unchristliches Verhalten der Gläubigen – religiös und sozial – und durch die andauernde Präsenz heidnischer Glaubenspraxis. Er ermahnt zur Verehrung der Märtyrer als Begleiter und Schutzpatrone, besonders an ihren Grab- und Reliquienstätten; seine Predigten enthalten einige wertvolle Zeugnisse über Martyrien und Märtyrerkulte.

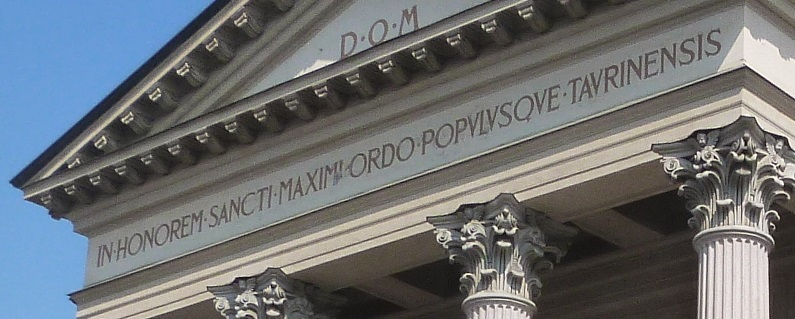
Inschrift am Portalgiebel der Kirche San Massimo in Turin (1853): In honorem Sancti Maximi Ordo Populusque Taurinensis – „Zu Ehren des heiligen Maximus der Klerus und das Volk von Turin“

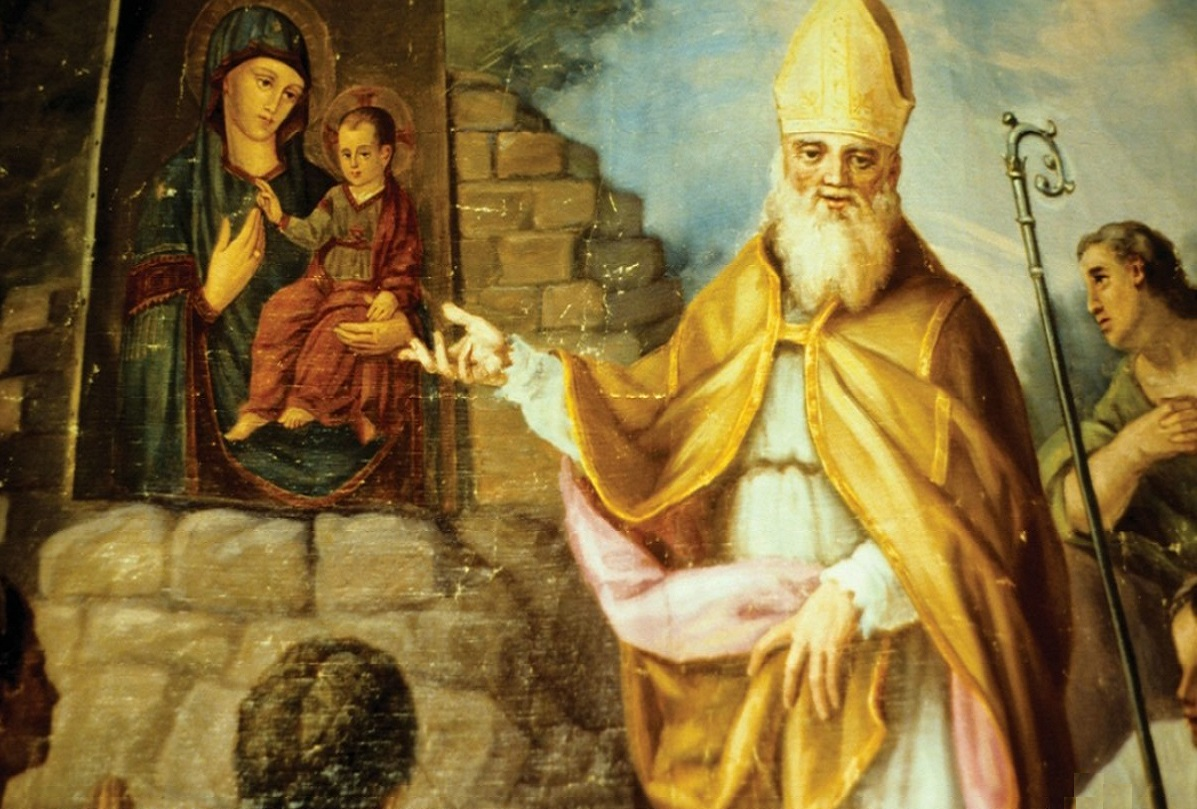
Der hl. Maximus zeigt dem Volk die Ikone der Consolata; Historiengemälde, 19. Jahrhundert

## Verehrung
Eine alte dem hl. Maximus gewidmete Kirche steht in Collegno bei Turin. Da es keine weiteren alten Verehrungsstätten und kein Grab des Heiligen gibt, wurde sein Beisetzungsort dort vermutet. Ein archäologischer Beweis konnte jedoch nicht erbracht werden. Erst 1845–1853 wurde dem ersten Turiner Bischof in seiner Bischofsstadt eine repräsentative Kirche geweiht. Etwa gleichzeitig wurde beim Heiligen Stuhl beantragt, ihm den Titel Kirchenlehrer zu geben, was bisher nicht erfolgte. Der neue Bischofsstuhl im Turiner Dom (2004) trägt sein Bild.
Die Überlieferung verbindet den Namen des ersten Turiner Bischofs mit der Marienikone La Consolata. Diese sei von Eusebius von Vercelli aus dem Osten mitgebracht und seinem Schüler Maximus überlassen worden. Dieser habe sie nach Turin gebracht und in einer Kapelle der von ihm erbauten St.-Andreas-Kirche zur Verehrung ausgestellt. 1016 gewährte Papst Benedikt VIII. dem Ort ein Ablassprivileg. Bei einer Zerstörung der Kirche sei die Ikone verlorengegangen und 1104 wundersam wieder aufgefunden worden. Die Kirche wurde zum Heiligtum der Consolata, und Maria wurde in diesem Bild vom Volk in privaten und öffentlichen Nöten angerufen. Nach der Belagerung Turins im Jahr 1706 wurde sie offiziell zur Schutzpatronin der Stadt erklärt.